# Комиссаренко, Слава
Вячесла́в Серге́евич (Сла́ва) Комисса́ренко (бел. Вячаслаў (Слава) Сяргеевіч Камісаранка; род. 27 июля 1985, Минск) — белорусский стендап-комик, выступающий в странах Евросоюза. Стал популярным благодаря участию в российском шоу «Смех без правил» и «Comedy Баттл» в дуэте «Совесть», где участвовали Слава «Скала» Комиссаренко и Дмитрий «Размазня» Невзоров.
Покинул Россию после белорусских протестов 2020 года в связи с опасениями расправы за критику действий Александра Лукашенко. По словам Вячеслава, белорусский КГБ мог похитить его из Москвы — несмотря на то, что Слава получил российское гражданство.

## Биография

### Детство и юность
Родился в 1985 году в семье преподавателей английского языка.
В юности увлекался плаванием, 4 года посещал секцию бокса. В подростковом возрасте увидел выступление Эдди Мерфи, после чего решил стать комиком.
В 2003 году по настоянию родителей поступил в Белорусский государственный экономический университет на факультет промышленного маркетинга и коммуникаций. Там он познакомился с Дмитрием Невзоровым. Вскоре Комиссаренко и Невзоров создали дуэт «Совесть». Изначально дуэт выступал на сцене университета, затем стал выступать на белорусском и российском телевидениях.

### Карьера
В 2008 году дуэт «Совесть» уехал в Москву, где прошёл отбор на 8 сезон шоу «Смех без правил», который вели Владимир Турчинский и Павел Воля. Дуэт занял второе место. Позже они принимали участие в проектах «Убойная лига», «Бункер News», «Cheesecake Factory», «Comedy Battle» и «Central Park».
Постепенно Слава Комиссаренко начинает выступать самостоятельно, набирая популярность как один из лучших стендап-комиков в России. Вскоре он становится постоянным участником программы «Stand Up» на телеканале ТНТ.
В 2013 году Слава попробовал себя в качестве сценариста: написал сценарии к сериалам «НеZлобин» и «В Москве всегда солнечно». В 2017 году вместе с резидентами «Stand Up» Русланом Белым, Юлией Ахмедовой, Тимуром Каргиновым и телеведущим Андреем Бебуришвили вошёл в судейский состав конкурсной передачи «Открытый микрофон».
В феврале 2018 года принял участие в шоу «Студия „Союз“» вместе с Нурланом Сабуровым. В 2019 году вновь поучаствовал в шоу вместе с Тимой Белорусских. В апреле 2019 года стал первым гостем в шоу «Контакты» Антона Шастуна.
В январе 2020 года по собственному желанию ушёл с канала ТНТ. 31 января создал свой канал на YouTube где 12 июня на канале вышла первая серия подкаста «Время от времени» (в разное время гостями передачи становились Юлия Ахмедова, Азамат Мусагалиев, Данила Поперечный и другие).
В ноябре 2020 года во время выступления критиковал действия Александра Лукашенко и его силовых структур, после чего в январе 2021 года Вячеславу Комиссаренко запретили выступать на родине.
В сентябре 2021 года вновь пришёл на шоу Антона Шастуна, на юбилейный 50-й выпуск. В ноябре дал интервью Юрию Дудю.

## Личная жизнь
В январе 2022 года объявил о том, что покинул Россию. Во время выступления в Киеве комик рассказал о преследовании со стороны КГБ Беларуси и опасениях, что, несмотря на уже полученный им российский паспорт, его могли похитить в Москве и вывезти в Минск.
В сентябре 2023 года женился на Юлии Шашковой и в том же году расстался с ней.

## Проблемы с законом
В августе 2024 года на комика было заведено уголовное дело в Беларуси. В декабре того же года суд признал Комиссаренко виновным и заочно приговорил к 6 годам лишения свободы.
В апреле 2025 года вместе с Дмитрием Романовым был лишён гражданства России по инициативе ФСБ. Комикам также запретили въезжать на территорию Российской Федерации из-за угрозы национальной безопасности.

## Проекты
Вячеслав Комиссаренко участвовал в следующих проектах:
- 2008 — «Смех без правил»
- 2009 — «Убойная лига»
- 2009—2012 — «Bunker News»
- 2009—2012 — «Cheesecake Factory»
- 2009—2012 — «Central Park»
- 2014 — «НеZлобин»
- 2014 — «В Москве всегда солнечно»
- 2017 — «Открытый микрофон»
- 2018, 2019 — «Студия „Союз“»
- 2019, 2021 — «Контакты»
- 2020 — «Спасибо, у меня всё!»
- 2020 — «Время от времени»
- 2024 — «Горит сарай, гори и хата!»